# لامبرت هاینریش فون‌بابو
لامبرت هاینریش فون‌بابو (آلمانی: Lambert Heinrich von Babo؛ ۲۶ نوامبر ۱۸۱۸ – ۱۵ آوریل ۱۸۹۹) یک شیمی‌دان اهل آلمان بود.